# Marc Sway
 (juillet 2024).
Si vous disposez d'ouvrages ou d'articles de référence ou si vous connaissez des sites web de qualité traitant du thème abordé ici, merci de compléter l'article en donnant les références utiles à sa vérifiabilité et en les liant à la section « Notes et références ».
Marc Sway (né le 25 juin de 1979 à Männedorf) est un chanteur suisse de musique pop et soul. Avec une carrière établie sur la base de six albums studio, Sway participe aussi au programme télévisé The Voice of Switzerland comme juré et entraîneur vocal,.

## Biographie
Marc Sway est d'origine brésilienne par sa mère et suisse par son père.
Son père est chanteur de rock et de blues et a joué de la flûte et du saxophone dans un groupe de rock, sa mère est professeur de danse,  il a donc été en contact avec la musique très jeune.
Sa musique est influencée par le rock ainsi que par les styles et rythmes brésiliens tels que la samba et la bossa nova.
Marc étant bilingue suisse allemand et portugais, il utilise ces deux langues en plus de l'anglais dans sa musique. 
Dans sa jeunesse, Marc Sway a acquis sa première expérience musicale en chantant dans une chorale de gospel. 
À 16 ans, il a l'occasion de se produire avec Julinho Martins et son groupe au Montreux Jazz Festival. 
Avec son père, son professeur de musique Dennis Roshard et d'autres musiciens professionnels, il a approfondi son expérience musicale avec le groupe "Just for Fun". 
Marc Sway a également remporté son premier concours de talents à l'âge de 17 ans.
En 2002, il obtient un contrat avec BMG à Munich. 
Son premier album, Marc's Way, est sorti en juillet 2003 et est resté dans les charts suisses pendant six semaines. 
Le titre Natural High a également été joué par la radio allemande et a atteint le top 10 des charts allemands. 
Des interviews dans Bravo, Gala, Bild ainsi que des apparitions dans divers programmes de télévision allemands, suisses et autrichiens lui ont donné de la visibilité et l'ont fait connaître. 
Cette même année, le single Ready for the Ride atteint la 67e place du Top 100 suisse.
En 2006, Sway, avec Daniel Kandlbauer, Kisha et Tanja Dankner, a interprété la chanson officielle de Swiss Olympic pour les Jeux olympiques d'hiver de 2006 à Turin. 
La chanson intitulée We're on Fire est entrée dans les charts suisses en janvier 2006 et atteint la 29e place. 
La même année, il participe au programme de téléréalité The Match de la télévision suisse.
En 2007, il a compose Hemmigslos liebe, un duo chanté en suisse allemand avec Fabienne Louves, la gagnante de MusicStar en 2007. 
Le titre atteint immédiatement la 7e place des charts suisses et reste dans le top 100 pendant des semaines.
En 2008, il sort le single Severina, une chanson qu'il avait écrite pour sa femme à son mariage. 
Il a immédiatement conquis la 10e place du hit parade suisse. 
Avec son deuxième album, One Way, il a également atteint les premières places du hit parade suisse et est resté dans le top 100 pendant quelques semaines.
En 2009, il a été nommé pour la meilleure chanson suisse aux Swiss Music Awards pour Severina et a joué environ 100 concerts en un an à partir de l'été 2008. 
Depuis janvier 2013, il est membre du jury et coach de l'émission de casting vocal The Voice of Switzerland.
En 2014, Sway a contribué à I can see the world, la chanson de la Suisse pour la coupe du monde de la FIFA 2014.

## Discographie

### Albums
- 2003 – Marc's Way
- 2008 – One Way
- 2010 – Tuesday Songs
- 2012 – Soul Circus
- 2014 – Black & White
- 2019 – Way Back Home

### Singles
- 2003 – Natural High
- 2003 – Ready for the Ride
- 2006 – We're on Fire (Marc Sway, Daniel Kandlbauer, Kisha & Tanja Dankner)
- 2007 – Hemmigslos liebe (Fabienne Louves & Marc Sway)
- 2008 – Severina
- 2010 – Losing
- 2011 – Din Engel
- 2012 – Non, Non, Non
- 2014 – Feel the same
- 2018 – Us Mänsch (chantée avec Bligg)
- 2018 – Beat of My Heart

## Vidéographie

### Clips
- 2002 : Natural High, tiré de Natural High, dirigé par Patric Ullaeus